# Голокост на Криворіжжі
Голокост на Криворіжжі — систематичне винищення євреїв на території міста Кривого Рогу та у Криворізькому районі, окупованих нацистською Німеччиною в роки Другої світової війни.

## Життя євреїв Криворіжжя до Другої світової війни
Протягом 1920-30-х років місцевих євреїв активно залучали до управління новоствореними заводами та шахтами, вони брали участь у суспільному житті міста та сформували значний прошарок криворізької інтелігенції. У той самий час, у сільській місцевості євреї продовжували займатись роздрібною торгівлею, медициною та обіймати посади в адміністрації. Як міські, так і сільські жителі регіону стверджують, що міжетнічного напруження в цей період не спостерігалось.
Єврейську общину Криворіжжя не оминули радянські репресії. В 1937 р. були засуджені як «вороги народу» євреї — керівники промислових підприємств та шахт міста: Дрейцер, Рабинович, Трахтенберг, Шильман, Весник та інші. Разом із ними були засуджені працівники КРЄСівської електростанції: Теребош, Бригман, Бель, Шмидт та інші. Разом із тим, і серед працівників криворізького відділу НКВС траплялись євреї. Так, в 30-х роках Криворізький відділ НКВС очолював Резніков, а начальник одного з відділень був Гуревич. У цей же час, працівниками міського відділу НКВС були, як мінімум два єврея: Самуїл Гусятинський та Емануїл Мамис. Євреї протягом 20-30-х років були інкорпоровані до багатьох сфер життя міста. Вони продовжували займатись торгівлею, були лікарями, інженерами, працювали в лавах НКВС тощо. За переписом 1939 р. у Кривому Розі було 12 745 євреїв, у колонії Інгулець — 226. А у Криворізькому районі мешкало 599 євреїв.

## Основні етапи знищення єврейського населення Кривого Рогу
14 серпня 1941 р. німці ввійшли до Кривого Рогу. З перших днів окупації місто опинилось у зоні управління 538-ї польової комендатури. Майор Реглер, очільник 538-ї польової комендатури, вже в одному з перших оперативних зведень так описував становище єврейського населення міста:
«Евреям приказано носить специальные нарукавные повязки, им запрещено резать (крупный и мелкий) скот. Местная комендатура Кривого Рога получила приказ о принятии необходимых мер для сдачи еврейским населением имеющейся у них валюты, инвалюты, ценных бумаг, благородных металлов и драгоценных камней. Комендатура отвечает так же за сохранность всего имущества бежавших евреев. Жителям города Кривой Рог было дано сообщение, что им разрешается для возмещения убытков присваивать себе деньги, отнятые у евреев. Изучается вопрос о целесообразности создания здесь гетто».
Гетто у місті так і не було створене. З серпня 1941 р. розпочалося поступове знищення євреїв Кривого Рогу. Перші розстріли відбулися у серпні 1941 р. Вони були здійснені айнзацкомандою 6 (командир — штандартенфюрер СС д-р Єрхард Крьогер). У цей час були вбиті 105 євреїв. З 1 по 13 вересня ця ж команда здійснила розстріл ще 60 євреїв, а протягом 14-27 вересня було вбито ще 26 євреїв.
12 вересня 1941 р. взвод 2-ї роти 318-го поліційного батальйону разом із СД розстріляли групу євреїв у районі с. Широке, а через два тижні (25 вересня 1941 р.) частини 1-ї мотопіхотної бригади СС розстріляли євреїв у районі Кривий Ріг-Нікополь.
Зі свідчень місцевого поліцая Івана Семки відомо, що у вересні 1941 р. євреїв примусово змушували працювати на різних роботах у місті. Так, він, разом з іншими поліцаями, виводив на роботи євреїв, які мешкали на вулицях Карла Лібкнехта та Саксаганській.
Восени 1941 р. у Кривому Розі базувався штаб вищого фюрера СС та поліції «Росія-Південь» обергрупенфюрера СС Фрідріха Єкельна. Саме під його керівництвом була проведена масова акція зі знищення криворізьких євреїв. 3 жовтня 1941 р. розпочалася підготовка до найбільшої акції зі знищення місцевих євреїв. Так, на початку жовтня Кривий Ріг відвідав райхсфюрер СС і шеф німецької поліції Генріх Гіммлер. Він мав намір особисто проінспектувати акцію масового розстрілу, але через низку причин такий не відбувся.
Разом з тим, після візиту Гіммлера, у Кривому Розі айнзацкоманда 6 вперше розстріляла групу єврейських жінок. У цей же час у місті посилилася антисемітська пропаганда. На сторінках місцевої газети «Дзвін» 10 жовтня 1941 р. з'явилась рецензія на фільм «Вічний жид». У рецензії чітко прослідковувалась головна ідея: «Геть жидівство!». Наявність подібної рецензії у міській газеті ймовірно є свідченням того, що в цей час в місті проходив кінопоказ цієї картини.
Дискусійною залишається дата наймасштабнішої акції з розстрілу євреїв у Кривому Розі. Відомі дослідники Олександр Круглов, Андрій Уманський та Ігор Щупак у своїй монографії, спираючись на німецькі документи, подають дату початку розстрілу 15 жовтня 1941 р.. Проте, свідки цієї трагедії стверджують, що розстріл відбувся 14 жовтня 1941 р.. Дату 14 жовтня також можна зустріти в архівно-кримінальних справах, заведених радянськими органами держбезпеки на місцевих криворізьких поліцаїв, які були задіяні у цьому злочині.
Участь у організації розстрілу, разом із німцями, брали і місцеві поліцаї. Так, під час «очної ставки» фельдфебел Криворізької поліції Коваль зазначав:
«….Осенью 1941 года, даты точно не помню, в Кривом Роге немцами с участием полицейских Криворожской полиции был произведён расстрел граждан еврейской национальности, примерно человек 1000 в районе шахты № 5, в том числе были расстреляны мужчины, женщины и дети. Перед расстрелом указанных граждан, примерно за несколько дней до их расстрела, комендант Криворожской полиции Тараненко, имени и отчества не помню, собрал в своём кабинете в здании полиции по ул. Дзержинского, где ранее и в настоящее время находиться родильный дом, начальников, вернее руководителей полиции, командиров 1-й и 2-й сотни Куприяненко Ивана Ивановича, Куницу Георгия, заместителя коменданта полиции Пастернака, Ильчука и меня — Коваля т.к. я в тот период служил в должности фельдфебеля полиции, был ещё кто-то из числа немцев переводчиков, но кто именно не помню. Тараненко всем нам, т.е. вышеуказанным лицам дал распоряжение о том, чтобы мы провели с подчинёнными полицейскими сбор граждан еврейской национальности в здании Синагоги, где впоследствии размещался аэроклуб…».
Це засідання дало поштовх до найбільшої у місті акції знищення євреїв. Вже на наступний день почалось виконання рядовими поліцаями розпорядження свого керівництва. Ось свідчення одного з таких виконавців:
«…Действительно в октябре 1941 года вспомогательная полиция города Кривого Рога производила массовые аресты оставшегося проживать на временно оккупированной территории города Кривого Рога еврейского населения, однако расстрел производили сами немцы в карьере шахты № 5. Какого числа это было я сейчас не помню. Подробно расскажу по этому вопросу следующее: какого числа я сейчас не помню в октябре 1941 года, было примерно 4-5 часов дня, я пришёл с наряда в полицию доложить о сдаче наряда вновь заступившей смене. Докладывая фельфебелю полиции Ковалю (имя и отчества не знаю), КОВАЛЬ мне заявил, что по распоряжению начальника полиции ТАРАНЕНКО, мне необходимо отправиться на Почтовую улицу Кривого Рога, собирать евреев и сводить их в синагогу по улице Спортивной, в городе Кривом Роге. КОВАЛЬ выражаясь в антисемитском направлении по адресу евреев, сказал мне, что бы каждой еврейской семье, проживавшей в районе порученного мне участка, объявил, что они будут вывезены в Палестину и что им необходимо взять с собой самые необходимые вещи. О том, что их собирают для расстрела КОВАЛЬ мне не говорил, но только предупредил, что от каждой еврейской квартиры ключи должен взять я с собой сразу же при уводе семьи в синагогу. Выслушав задание КОВАЛЯ я отправился на порученный мне участок для выполнения задания. Вместе со мною это задание выполнял Лысенко Василий полицейский. Выполняя задание КОВАЛЯ, я вместе с полицейским Лысенко я подверг аресту и доставил в синагогу шесть еврейских семей общей численностью до 20-25 человек. Операцию по изъятию еврейских семей мы закончили по заходу солнца в тот же день. Ключи от квартир арестованных нами еврейских семей, мною лично были сданы в полицию КОВАЛЮ…».
Виводити євреїв на розстріл почали приблизно о 10 годині ранку 14 жовтня. Але перед цим до синагоги увійшли Олексій Пастернак та Михайло Стрикаль (слідчі криворізького СД) та відібрали у євреїв найцінніші речі. Частину зібраних речей вони віднесли до кабінету начальника поліції М. Тараненка, а іншу частину до начальника агентурно-слідчого відділу В. Пастернака.
Зі свідчень поліцая І. Собко маємо інформацію про основні події того дня:
«….На второй день, примерно в десять часов утра все еврейские семьи которые были собраны в синагоге, составлявшие свыше одной тысячи человек, были выведены силами полиции к карьеру шахты № 5 Кривого Рога, ныне шахта № 5 шахтоуправления им. Ильича, для расстрела. В конвоировании евреев к карьеру шахты № 5 от синагоги принимал участие и я. По прибытию на шахту № 5 мы застали там немцев, очевидно из СС, там же в карьере переводчик полиции ГОФЕРТ Евгений передал распоряжение немецкого офицера, фамилии и имени его не знаю, старшим по охране евреев ПЕЧЕНЮКУ Василию и БРЕСЛАВСКОМУ, имя не знаю, подготовить партии по десять человек для расстрела, т. е. снять ценную одежду, обувь и прочее. В первую очередь женщин с маленькими детьми, а после остальных. ПЕЧЕНЮК и БРЕСЛАВСКИЙ дали нам такую же команду, после чего мы приступили к исполнению.
Раздетых до белья по десять человек евреев отводили примерно на пятьдесят метров от общей толпы еврейских семей и расстреливали здесь немцами из автоматов. Евреи подготовленные нами по десять человек для расстрела, кричали, плакали, прощались между собой, просили помиловать их однако все они были расстреляны за исключением трёх человек, у которых отцы были русскими, как их фамилии и откуда эти три еврея я не знаю. После окончания расстрела всех выведенных еврейских семей, ряду работников полиции было поручено собрать деньги в одежде расстрелянных и посортировать одежду и обувь хорошего качества отдельно от изношенной одежды….
….. Ещё упустил добавить следствию следующий факт: в тот же день, когда производился массовый расстрел еврейского населения города Кривого Рога, были приведены в тот же карьер шахты № 5 большая группа военнопленных Красной Армии еврейской национальности, которые так же группами по десять человек были немцами расстреляны. Кто их привел, полиция или немцы, я не знаю, т.к. они выводились немцами из балки….».
Цього дня було знищено близько 2000 місцевих мешканців та 800 військовополононених євреї. Після цього розстрілу місцеві поліцаї продовжували шукати євреїв, які могли залишитись у місті. Зі свідчень А. Ільчука маємо інформацію про те, що після розстрілу євреїв у жовтні 1941 р. до нього в кабінет прийшов поліцай Микола Божко і надав йому список з 10-15 сімей єврейської національності, яких необхідно було заарештувати та доставити у поліцію. А. Ільчук, як очільник резервної поліції, призначив для арештів цих осіб трьох поліцаїв: Школяра, Розума і Карабило (або Карабилова, як у свідченнях Куприяненко). Вони за його вказівкою заарештували до 10-15 осіб євреїв, які згодом були вбиті. Розстріли відбувались у районі шахти № 5, а також у кар'єрі цегляного заводу в районі Гданцівки (сьогодні частина міста Кривий Ріг).
Взимку 1941—1942 років у підвалі Криворізького СД утримувались групи місцевих євреїв. Поліцай Белошистов свідчив:
«В феврале 1942 года была арестована группа евреев и посажена в подвал полиции. Калашник вывел группу евреев около 25 человек и заставил их во дворе полиции убирать снег и в моём присутствии избил палкой несколько человек арестованных за то, что они плохо работали…. В этом же месяце 1942 года в подвал полиции была водворена новая партия арестованных евреев, среди которых находились женщины, старики и дети…».
Євреїв та інших затриманих німці та місцеві поліцаї відвозили до району цегляного заводу і там проводили розстріли. Ось як про це розповідає свідок:
«Так, в декабре месяце 1941 года я видела как в карьер немецкие солдаты с собаками вели человек 200—300 евреев с детьми. Их раздевали, спускали раздетыми в карьер и там около ямы расстреливали. После этого я еще раз видела как вели партию людей — арестованных, человек 100 и тоже расстреляли. Потом не помню в каком месяце, так примерно в декабре 1941 г. и весной 1942 г. Раз пять я видела как к карьеру подходили машины штук по 5, большие черные закрытые, в них привозили каких-то людей и расстреливали в карьере. Наши плнные, что находились в лагере возле завода, под охраной немцев, копали ямы, закапывали трупы расстреляных. Сколько всех было расстреляно людей я не знаю, но очень много. Ибо я не всегда видела сама. Потом когда уже водили людей на расстрел, то всю территорию завода окружили немцы и нам из квартир не давали выходить. От куда приводили людей на расстрел не знаю, но кажеться из города».
Розшук та розстріли євреїв у місті продовжувались до кінця 1943 р. Паралельно німці та місцеві поліцаї знищували євреїв у Криворізькому районі.

## Вбивства євреїв у Криворізькому районі
Одним із місцевих організаторів Голокосту у сільській місцевості Криворіжжя був начальник поліції Криворізького сільського району Степан Никитський. Одним із завдань, яке він ставив перед своїми підлеглими було пошук євреїв. У кінці січня — на початку лютого 1942 р. керівник Веселовської волосної дільниці поліції Павло Нечепуренко в селі Новий Шлях (Сталіндорфського району) заарештував 15 євреїв. Вони утримувались у приміщенні місцевої школи. Згодом Нечепуренко та Никитський відправили їх до Кривого Рогу. Їх прізвища та подальша доля залишаються нез'ясованими.
Зі свідчень Миколи Кондратенка, начальника дільничного відділу поліції Зеленобалківської волості, відомо, що в межах Криворіжжя знаходилось єврейське поселення Най-Лебен. Спочатку для контролю за єврейським населенням колонії був призначений комендант Віктор Дерко (уродженець Миколаївської області, німець за національністю) у його підпорядкуванні було два поліцаї Федір Великий та Григорій Снитко. Знищення місцевих євреїв розпочалось у січні 1942 р. У самому селі комендант Дерко убив 4 євреїв, але більшість було вирішено відправити до Кривого Рогу (імовірно, до шахти № 5, яка знаходилась найближче до Зеленобалківської волості).
Під час окупації чимало євреїв загинуло у колонії Інгулець. Там було знищено дві школи, дитячий будинок, три молитовні будинки, млин, трикотажну фабрику. Однією з перших жертв в Інгульці стала фельдшер Фіра Фінварб. Їй наказали отруїти воду в колодязях, проте жінка відмовилась і її вбили. 16 червня 1942 р. було вбито близько 1400 євреїв. Свідок із колонії Інгулець згадував, що після її окупації євреї ще деякий час жили вільно, але влітку 1942 р. їх зігнали у приміщення театру. Це зробили німці та поліцаї, а потім, вони ж, повели їх на розстріл. Місцеві поліцаї брали участь у конвоюванні єврейських родин. І у поліцаїв, і у німців була зброя, німці їхали попереду та позаду колони, а поліцаї йшли по боках. Чоловік зазначав, що у конвоюванні євреїв, крім інших, брали участь троє місцевих поліцаїв, але згадує прізвища лише двох осіб: Циганок та Семко. Першого після війни повісили, а другого засудили і він відбував покарання.
Свідок із села Латівка згадує, що розстріл євреїв поблизу села відбувся влітку 1942 р. У Латівці євреїв не було, їх звозили для розстрілу з колонії Інгулець та села Войкове. З колонії Інгулець пригнали близько 300 осіб. Перед розстрілом вони самі викопали собі яму, після чого всіх їх було вбито. Так само відбувся розстріл євреїв із села Войкове. Серед розстріляних були діти та жінки.
Протягом 1941—1942 років на території Криворіжжя було знищено майже все єврейське населення. Невелика кількість євреїв, яких не знищили, змушені були в жахливих умовах мешкати у трудових таборах та працювати на примусових роботах. Доля тих небагатьох євреїв склалась по-різному. Одні повернулись і далі мешкали в місті та селах Криворіжжя, але більшість вирішили не повертатись до населеного пункту, з яким пов'язані вбивства рідних та знайомих.

## Місця пам'яті про Голокост на Криворіжжі
В лютому 1944 р. Кривий Ріг було звільнено від нацистів. З цього часу в місті почала діяти Надзвичайна державна комісія зі встановлення злочинів німецько-фашистських загарбників. За результатами її роботи було складено акти про місця масових розстрілів, а також зібрані свідчення очевидців. Неподалік шахти № 5, найбільшого місця масового розстрілу єврейського населення, був встановлений пам'ятник. За радянською традицією на пам'ятнику написано, що він встановлений на честь загиблих мирних мешканців. Хоча більшість із загиблих у районі шахти № 5 були євреями. Інший пам'ятник жертвам Голокосту у Кривому Розі, який присвячений встановлений біля синагоги «Бейс Штерн Шу́льман» На пам'ятнику викарбувана цифра 15 тисяч це приблизна кількість загиблих євреїв Криворіжжя.
Менш відомим залишається місце масового розстрілу майже 2 тис. осіб у районі цегляного заводу. Не дивлячись на те, що є інформація від свідків стосовно того, що в цьому місці німці теж здійснювали розстріли, пам'ятник або пам'ятний знак тут так і не встановлений.
На місці найбільшого розстрілу в поселенні Інгулець теж встановлений пам'ятник радянського зразка.
Так само є пам'ятник загиблим євреям в районі поселення Латівка.